# هولدا (كيبوتس)
هولدا (بالعبرية: חֻלְדָּה) هو مُسْتَوْطَنَة\كيبوتس موجود في وسط إسرائيل. ويقع في وادي الخليل بالقرب من غابة هولدا وطريق بورما، ويخضع للسطلة القضائية الخاصة مجلس إقليم تل الجزر. وفي 2019م، بلغ تعداد سكان الكيبوتس 1,163 فردًا.